# Idaea pusillaria
Idaea pusillaria är en fjärilsart som beskrevs av Jacob Hübner 1798. Idaea pusillaria ingår i släktet Idaea och familjen mätare. Inga underarter finns listade i Catalogue of Life.